# Ovos washi

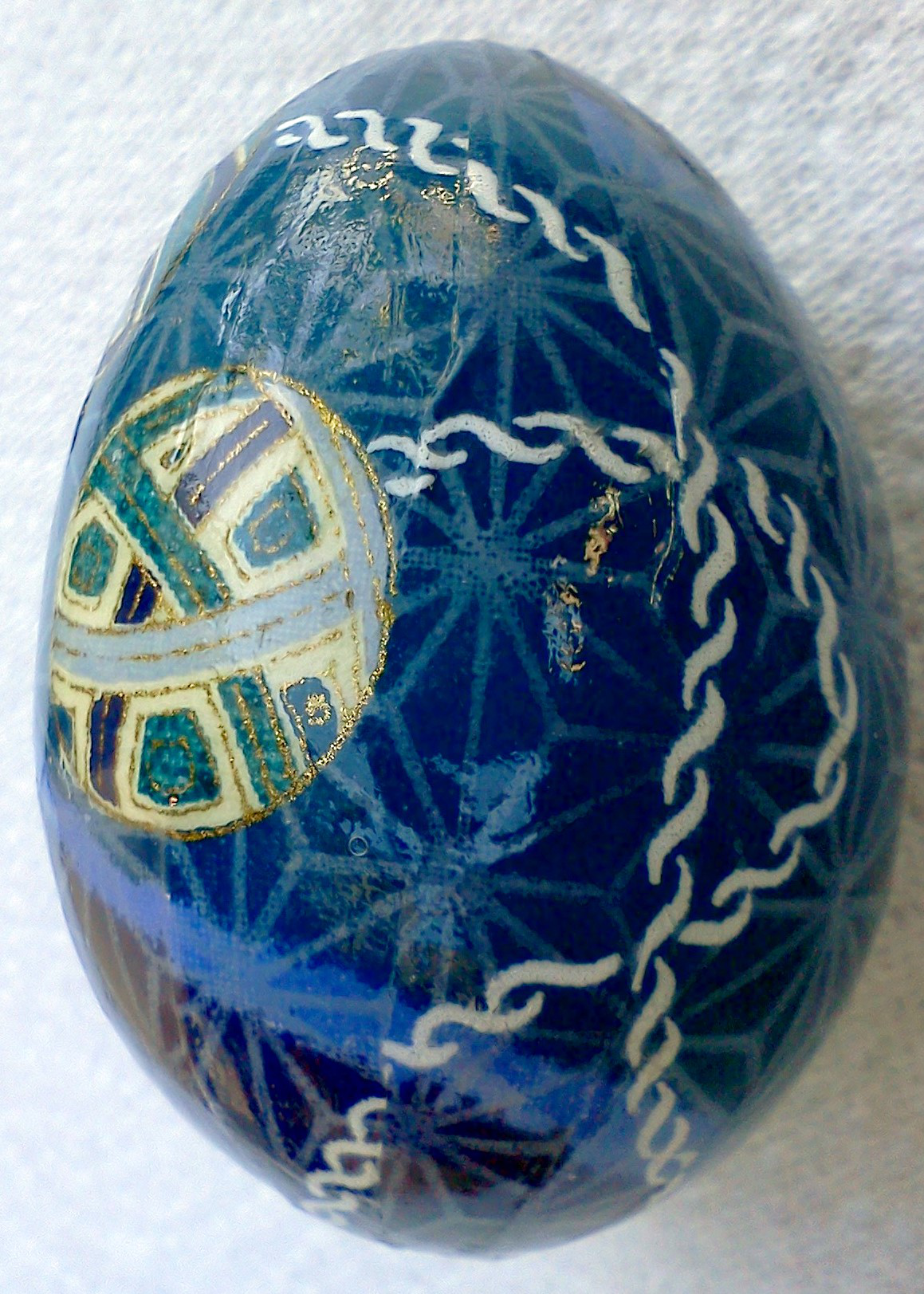
Ovo washi (visão longitudinal)

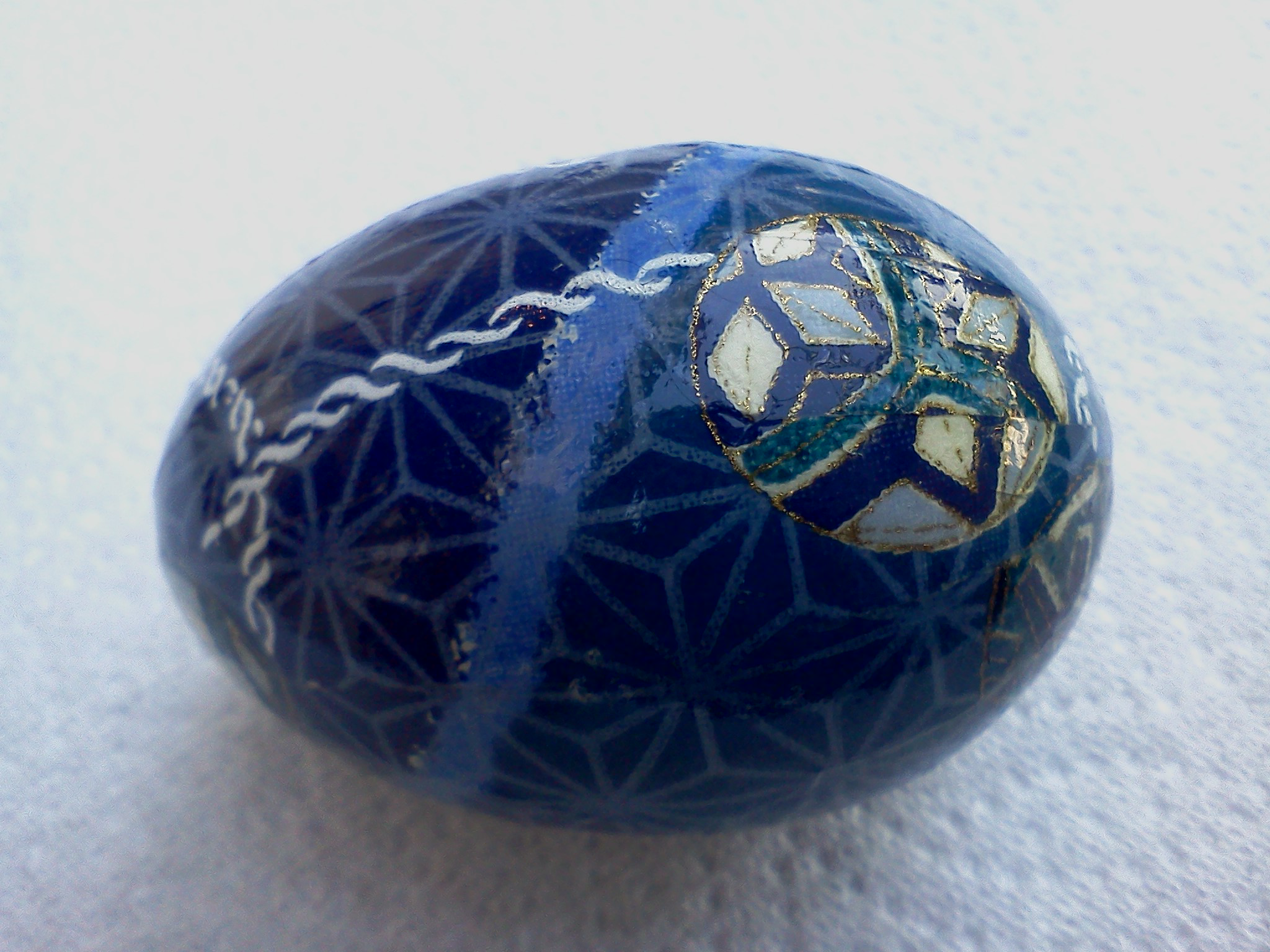
Ovo washi

Os ovos washi são comumente criados na Páscoa, muito embora a celebração dessa data não seja algo histórico no Japão, usando papel washi japonês (usado para origami), cola e verniz. Eles são transformados em ornamentos e decorações.

## Técnica
Um ovo washi é feito primeiramente soprando-se a parte interna para remover seu conteúdo (gema e clara). Um retângulo de papel washi, grande o suficiente para cobrir o ovo, é dobrado ao meio e cortado quase na linha média a cada quarto de polegada (6 mm) para formar uma franja de tiras estreitas. Cada tira é aparada em um ponto. O papel é desdobrado, enrolado em volta do ovo e colado, uma tira de cada vez; as tiras se sobrepõem nas pontas do ovo. O ovo pode então ser envernizado.
As aulas são ministradas em bases americanas no Japão, de acordo com o jornal de língua inglesa de Okinawa, Japan Update.